# Reversi
El reversi, othello, otelo o yang es un juego entre dos personas, que comparten 64 fichas iguales, de caras distintas, que se van colocando por turnos en un tablero dividido en 64 escaques. Las caras de las fichas se distinguen por su color y cada jugador tiene asignado uno de esos colores, ganando quien tenga más fichas sobre el tablero al finalizar la partida. Se clasifica como juego de tablero, abstracto y territorial; al igual que el go y las amazonas.
La movilidad media de un jugador a lo largo de la partida es de 8 movimientos. Como en total se pueden hacer 60 movimientos, el número máximo de posibles partidas es de aproximadamente 1058. Por otra parte, el número máximo de posiciones posibles se calcula aproximadamente en 1028. El juego está resuelto y termina en empate en caso de que ambos jugadores jueguen sin errores.

## Historia
Sus orígenes se sitúan en Inglaterra, en el siglo XIX, en donde los londinenses Lewis Waterman y John W. Mollett comercializaron en 1880, cada uno, juegos con reglas parecidas.
En 1971 el japonés Goro Hasegawa cambió dos reglas del juego y lo registró bajo el nombre de Othello ®, inspirado por la obra de Shakespeare del mismo nombre ("Otelo" en español).
Actualmente únicamente se juega con las reglas de Othello (en idioma castellano también se utiliza el nombre de otelo, y en Argentina bajo el nombre comercial de "Yang"), aunque se suela referirse a estas reglas bajo el nombre de reversi y no se emplean nunca las reglas originales del reversi, aunque se vayan a exponer más adelante.
Desde 1977 se juega un Campeonato Mundial de Othello en el que pueden participar tres jugadores por país (o cuatro en el caso del país organizador si hay un número impar de jugadores); si el número de jugadores lo permite se emplea el sistema suizo. Para establecer el equipo ganador (desde 1987) se contabiliza el número de puntos de los tres jugadores del país.
El otelo crea interés entre los programadores debido a la sencillez de sus reglas: solo un tipo de movimiento, un único tipo de fichas, etc. El primer torneo entre programas fue en 1979. En 1981 se celebró un torneo con jugadores humanos y programas que fue ganado por Hiroshi Inouie, el entonces campeón mundial, aunque perdió una partida contra el programa The Moor, siendo esta la primera vez que un programa ganaba a un campeón mundial en un juego de este tipo. Los programas han ido ganando en potencial, terminando por ser imbatibles, por ejemplo, el programa Logistello en 1997 derrotó claramente al campeón mundial Murakami por 6 victorias a 0

## Reglas
En el othello, al igual que en el reversi, se emplea un tablero de 8 filas por 8 columnas y 64 fichas idénticas, redondas, blancas por una cara y negras por la otra (u otros colores). Las casillas se denotan numerando las columnas, comenzando por la esquina superior izquierda del tablero, con letras de la A a la H, e igual con las filas, pero con números del uno al ocho. A un jugador se le asigna un color y se dice que lleva las fichas de ese color, lo mismo para el adversario con el otro color.
En el otelo, de inicio, se colocan cuatro fichas tal como se ve en el diagrama de la izquierda: dos fichas blancas en D4 y E5, y dos negras en E4 y D5. En el reversi estas cuatro casillas comenzarían vacías y se irían ocupando alternativamente, típicamente comenzando por el jugador que lleva las fichas negras. Esta es la primera diferencia entre las reglas del reversi y del otelo: una única restricción en la apertura (los diagramas de abajo muestran las dos posibles aperturas, no siendo posible la segunda en el otelo).
La segunda y última diferencia entre el reversi y el otelo estriba en el número de fichas del que dispone cada jugador para hacer sus movimientos. En el otelo se comparten las sesenta y cuatro fichas, mientras que en el reversi cada jugador dispone de solo treinta y dos fichas (solo existirán diferencias si uno de los jugadores pasa, puesto que entonces el otro jugador tendrá que mover de nuevo gastando una de sus fichas y al final de la partida no le quedarán suficientes para hacer sus últimos movimientos, viéndose pues obligado a pasar).
Empezando por quien lleva las fichas negras los jugadores deben hacer un movimiento por turno, a menos que no puedan hacer ninguno, pasando en ese caso el turno al jugador contrario. El movimiento consiste en colocar una ficha de forma que flanquee una o varias fichas del color contrario y voltear esas fichas para que pasen a mostrar el propio color.
Se voltean todas las fichas que se han flanqueado en ese turno al colocar la ficha del color contrario. Esas fichas, para que estén flanqueadas, deben formar una línea continua recta (diagonal u ortogonal) de fichas del mismo color entre dos fichas del color contrario (una de ellas la recién colocada y la otra ya presente). En el siguiente ejemplo juegan las blancas donde indica la flecha y se puede ver qué fichas se voltean.
La partida finaliza cuando ningún jugador puede mover (normalmente cuando el tablero está lleno de fichas) y gana quien en ese momento tenga sobre el tablero más fichas mostrando su color.

### Variantes
Se han propuesto bastantes variantes, pero pocas son jugadas habitualmente. Las variantes que suponen cambiar el tamaño del tablero son las más conocidas; así, la variante 10x10 (diez filas por diez columnas) también se juega en las Mind Sports Olympiads. También en Hungría se juega sobre tableros irregulares (6x7 y 7x8)
Otra variante también practicada es el reversi inverso o antirreversi, en la cual solo cambia el objetivo: para ganar hay que acabar la partida con menos fichas que el adversario. Lo peculiar de esta variante es que, a pesar de tener el objetivo contrario que el reversi clásico, la estrategia no es en principio tan diferente a como se pudiera pensar.

## Algunos enlaces para jugar en línea
- http://brainking.com
- http://www.playok.com
- http://www.buho21.com
- http://www.ludoteka.com
- http://wars.fm/reversi  (disponible para descargar en appstore y googleplay "othello quest")
- http://www.flyordie.com
- http://www.eothello.com
- https://www.yucata.de/en/GameInfo/Reversi

## Libros
- Othello: Brief and Basic, An introduction to strategy and tactics for the game of Othello, Ted Landau, 1987
- Othello: A Minute to Learn - A Lifetime to Master, Brian Rose, 2006
- Othello: el juego de mesa de reglas simples y estrategias complejas, Rafael Morales-Gamboa, 2022

- Datos: Q748139
- Multimedia: Reversi / Q748139